# Ноттебом, Фридрих
Фридрих Ноттебом (1881—1960) — немецкий предприниматель. Дело по вопросу гражданства Ноттебома стало предметом рассмотрения Международного суда ООН.

## Биография
Фридрих Ноттебом родился 16 сентября 1881 года в Гамбурге, Германская империя. В 1905 году он переехал в Гватемалу, где вместе со своими братьями начал собственный бизнес: занялся торговлей, банковским делом, выращивал плантации. Бизнес процветал, и в 1937 году Ноттебом стал руководителем компании Nottebohm Hermanos, которая в 1930-х была вторым крупнейшим производителем кофе Гватемалы. Ноттебом проживал в Гватемале на постоянной основе до 1943 года, никогда не получал гватемальского гражданства. Иногда он приезжал в Германию по делам, у него были друзья и родственники в обеих странах. Он также нанёс несколько визитов в Лихтенштейн, чтобы увидеться со своим братом Германом, который переехал туда в 1931 году и получил гражданство.
В 1939 году Ноттебом снова посетил Лихтенштейн, а 9 октября, вскоре после начала Второй мировой войны, он подал заявление на получение гражданства. К нему не было применено требование проживания на территории княжества в течение трёх лет, так как он внёс официальные платежи для освобождения от этого требования. Его заявление было одобрено 13 октября, и он стал гражданином. По немецким законам он потерял немецкое гражданство. 1 декабря он получил гватемальскую визу в консульстве в Цюрихе, а в январе 1940 года он вернулся в Гватемалу по паспорту Лихтенштейна и сообщил местным властям о смене гражданства.
Гватемала, первоначально будучи нейтральной, вскоре встала на сторону союзников и 11 декабря 1941 года официально объявила войну Германии. Несмотря на лихтенштейнское гражданство, правительство Гватемалы считало Ноттебома гражданином Германии. В рамках масштабной программы США сотрудничали с различными латиноамериканскими странами по переправке в США более 4000 человек немецкого происхождения или гражданства. Посольство Швейцарии от имени Лихтенштейна дало официальные возражения против депортации Ноттебома в США, но они не увенчались успехом. В итоге в 1943 году он был арестован правительством Гватемалы и передан на военную базу США. До 22 января 1946 года он содержался в лагерях в Техасе и Северной Дакоте вместе со своими племянниками Куртом и Карлом-Хайнцем. После освобождения он отправился в Новый Орлеан, где просил разрешения вернуться в Гватемалу, но ему было отказано. В Гватемале против него было инициировано 57 судебных дел. Правительство Гватемалы конфисковало всю его собственность в стране, а правительство США также конфисковало активы его компании в США. В 1950 году правительство США вернуло семье Ноттебомов примерно половину стоимости того, что было конфисковано. Правительство Гватемалы не вернуло его собственность и возвратило 16 кофейных плантаций его семье только в 1962 году, уже после его смерти. После освобождения он вернулся в Лихтенштейн, где прожил всю оставшуюся жизнь.

## Дело в Суде ООН
В 1951 году правительство Лихтенштейна, действуя от имени Ноттебома, подало иск против Гватемалы в Международный суд ООН по обвинению в несправедливом обращении с ним и незаконной конфискации его собственности. Однако правительство Гватемалы утверждало, что Ноттебом не получил гражданство Лихтенштейна с точки зрения международного права. Суд согласился и прекратил рассмотрение дела.
Хотя Суд заявил, что это суверенное право каждого государства определять своих граждан и критерии для того, чтобы стать таковыми во внутреннем праве, такой процесс должен быть тщательно изучен на международном уровне, если речь идёт о дипломатической защите. Суд поддержал принцип эффективного гражданства (принцип Ноттебома): гражданин должен доказать значимую связь с рассматриваемым государством. Ранее этот принцип применялся только в случаях двойного гражданства для определения гражданства, которое следует использовать в том или ином случае. Суд постановил, что натурализация Ноттебома в качестве гражданина Лихтенштейна была основана не на какой-либо реальной связи с этой страной, а имела единственной целью позволить ему сменить свой статус гражданина воюющего государства на статус гражданина нейтрального государства. Суд постановил, что Лихтенштейн не имел права инициировать его дело и выдвигать от его имени иск против Гватемалы.